# Boštjan Poklukar
Boštjan Poklukar, slovenski politik, 27. januar 1971, Jesenice.
Poklukar je aktualni minister za notranje zadeve Republike Slovenije. Funkcijo je opravljal že v času 13. vladi Republike Slovenije.

## Poklicna kariera
Poklukar, ki je magister javne uprave, je bil od leta 1991 zaposlen na Ministrstvu za obrambo Republike Slovenije. Kot pripadnik Slovenske vojske je opravljal različne dolžnosti, dosegel pa je čin višjega štabnega vodnika. Bil je odlikovan z bronasto medaljo generala Maistra in s srebrno medaljo Slovenske vojske. Kot udeleženec v vojni za Slovenijo je bil odlikovan tudi s spominskim znakom Stražnice 1991.
V  začetku leta 2024 je spletni časopis Insajder poročal, da se je Poklukar vojne leta 1991 udeležil na strani Jugoslovanske ljudske armade, čeprav ima potrdilo o prestopu na Občini Radovljica. Poklukar je leto pred tem v parlamentu dejal, da je bil kuhar Teritorialne obrambe v Ratečah.
Leta 2015 se je zaposlil na Upravi Republike Slovenije za zaščito in reševanje, 1. septembra 2017 pa je prevzel vodenje Centra za obveščanje Kranj. Kot strokovnjak za protokol le-tega tudi redno predava.

## Politika
13. septembra 2018 je bil v kvoti Liste Marjana Šarca imenovan na mesto ministra za notranje zadeve v 13. vladi Republike Slovenije pod vodstvom premierja Marjana Šarca. Junija 2022 je postal vodja uprave za vojaško dediščino na ministrstvo za obrambo. 
Na mesto ministra za notranje zadeve ga je znova predlagal predsednik 15. slovenske vlade Robert Golob. V državnem zboru je bil kot del kvote Gibanja Svoboda potrjen 21. februarja 2023. Opozicija je zoper njega 28. novembra 2024 vložila interpelacijo, očitali so mu nezakonito imenovanje direktorja policije tudi razmere na centru za varovanje in zaščito. Po razpravi, 22. januarja 2025, je za razrešitev Poklukarja glasovalo 29 poslancev, proti jih je bilo 35, pri čemer sta se koalicijski stranki SD in Levica vzdržali.
V Poklukarjevem mandatu so 16. junija 2025 začele delovati skupne patrulje Slovenije, Hrvaške in Italije na zunanji meji Hrvaške.
Maja 2025 so mediji razkrili primer izkoriščanja tujih delavcev v eni od restavracij v Bohinju. Njen lastnik Aleš Hvala naj bi filipinske delavce po prihodu v Slovenijo premestil k drugemu delodajalcu, kjer so bili močno izkoriščani. Omenjeni gostinec je brat vodje Poklukarjevega ministrskega kabineta Nataše Hvala Ivančič, s Poklukarjem in tudi nekdanjim direktorjem policije Senadom Jušićem ter njegovim bratom, takrat načelnikom Policijske postaje Nova Gorica Sejadom Jušićem naj bi se osebno poznali. Poklukar je poznanstvo potrdil, a zanikal, da bi karkoli vedel o postopku. 
Zaradi tega primera, politizacije in po več primerih nasilja pripadnikov romskih skupnosti ter pozivih županov k ureditvi razmer je opozicija 30. maja 2025 zoper Poklukarja vložila še eno interpelacijo. Sam je vse očitke zavrnil in zatrdil, da je Slovenija varna država. Za nezaupnico je glasovalo 33 poslancev, 45 jih je bilo proti, s čimer je Poklukar ostal na položaju.

## Zasebno
Z družino živi na Bledu.

## Dela
- Knjiga Delam protokol, 2011, Založba Šola retorike Zupančič&Zupančič[15]